# István Szirmai

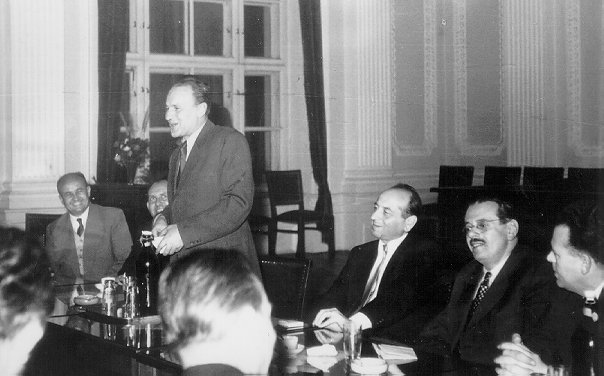
István Szirmai (2. von rechts) auf einer Veranstaltung der Universität der Wissenschaften Szeged mit dem Ersten Sekretär der MSZMP János Kádár (stehend) und dem Ersten Sekretär des Kommunistischen Jugendverbandes KISZ, Zoltán Komócsin (links), 1961

István Szirmai (* 13. April 1906 in Zilah, heute Rumänien; † 29. September 1969 in Budapest) war ein ungarischer Politiker der Kommunistischen Partei KMP (Kommunisták Magyarországi Pártja), Partei der Ungarischen Werktätigen MDP (Magyar Dolgozók Pártja) sowie schließlich der Ungarischen Sozialistischen Arbeiterpartei MSZMP (Magyar Szocialista Munkáspárt), der unter anderem Sekretär des ZK der MSZMP war. Auf dem VIII. Parteikongress am 24. November 1962 wurde er zum Mitglied des Politbüro des ZK der MSZMP gewählt und gehörte diesem obersten Führungsgremium der Ungarischen Sozialistischen Arbeiterpartei bis zu seinem Tod an.

## Leben

### Studium, politisches Engagement in Siebenbürgen und Zweiter Weltkrieg
Szirmai, der als Sohn eines Journalisten im heutigen Rumänien aufwuchs, absolvierte nach dem Schulbesuch in Nagykároly ein Studium der Rechtswissenschaften an der Universität von Paris sowie der Universität Kolozsvár. Bereits während seines Studiums knüpfte er Kontakte zur kommunistischen Bewegung und trat 1929 als Mitglied der Rumänischen Kommunistischen Partei PCR (Partidul Comunist din România) bei. Bereits kurz darauf begann er in dieser sein politisches Engagement und fungierte als Mitglied der PCR-Gebietsleitung von Siebenbürgen in Kolozsvár. Daneben leitete er als Sekretär die Ungarische Rote Hilfe VS (Magyarországi Vörös Segély) in Siebenbürgen, eine von der Kommunistischen Internationale unterstützte Initiative zur Unterstützung der Familien von ermordeten oder verfolgten Kommunisten.
Nach einem Treffen mit Vertretern der illegalen Kommunistischen Partei KMP (Kommunisták Magyarországi Pártja) wurde ihm die Aufgabe als Verbindungsmann der KMP mit der PCR in Nord-Siebenbürgen übertragen. 1943 wurde als Vorsitzender der Regionalleitung von Nord-Siebenbürgen bestätigt und zugleich Mitglied des Nationalsekretariats der PCR. In der Folgezeit wurde er im Zweiten Weltkrieg zu einem der einflussreichsten Politiker der Region, ehe er am 14. November 1943 festgenommen und am 28. Februar 1944 von einem Sondergericht wegen des Vorwurfs der Illoyalität zu einer Freiheitsstrafe von 15 Jahren verurteilt wurde. Ab Sommer 1944 befand er sich in einem Internierungslager in Sárospatak, wodurch er dem Putsch der nationalsozialistischen Pfeilkreuzler im Oktober 1944 entgangen war.
Nach der Eroberung Sárospataks durch Truppen der Roten Armee kam er im November 1944 aus der Haft frei und wurde kurz darauf stellvertretender Sekretär der KMP-Regionalleitung von Südungarn in Szeged.

### Nachkriegszeit

#### Abgeordneter, ZK-Sekretär der MDP und Machtverlust
Nach Kriegsende wurde Szirmai bei den Wahlen vom 4. November 1945, 31. August 1947 und 15. Mai 1949 wurde er auf der Liste der Kommunistischen Partei und der Nationalen Volksfront (Magyar Függetlenségi Népfront) zum Abgeordneten des Parlaments (Országgyűlés) gewählt und vertrat dort das Komitat Békés. Daneben wurde er im Dezember 1945 Chefredakteur der 1910 gegründeten und in Südungarn erscheinenden Tageszeitung Délmagyarország und bereitete die kurze Zeit später vorgenommene Übernahme der Zeitung durch die MKP vor.
Danach wurde er Ende 1945 Mitarbeiter der Parteizentrale der MKP in Budapest und fungierte zunächst als Leiter der ZK-Abteilung für Massenorganisationen sowie anschließend von Oktober 1946 bis September 1947 als ZK-Sekretär für Frauen und Jugend sowie zum Schluss von September 1947 bis Juni 1949 als ZK-Sekretär für Organisation.
Nach dem Gründungskongress der aus der KMP hervorgegangenen Partei der Ungarischen Werktätigen MDP (Magyar Dolgozók Pártja) wurde er im Juni 1949 Mitglied des ZK und übernahm auch wieder die Funktion als ZK-Sekretär für Organisation, die er jedoch im September 1949 abgegeben musste. Daraufhin wurde er zum Präsidenten der Rundfunkgesellschaft MR (Magyar Rádió) ernannt.
Am 20. Januar 1953 wurde Szirmai während der Diktatur von Mátyás Rákosi wegen zionistischer Tendenzen im Magyar Rádió verhaftet, aber einen Monat später am 26. Februar 1953 wieder freigelassen. Gleichwohl verlor er seinen Sitz als Parlamentsabgeordneter und als Mitglied des ZK der MDP. Nach einer erneuten Festnahme wurde er 1954 ohne Urteil aus der Haft entlassen und arbeitete danach zunächst für ein Pfandhaus und später für ein Ministerium.

#### Rehabilitation, ZK-Sekretär der MSZMP und Politbüromitglied
Nach seiner endgültigen Rehabilitation 1955 wurde Szirmai im Sommer 1955 Chefredakteur der Abendzeitung Esti Budapest, ehe er nach der Niederschlagung des Volksaufstandes im Dezember 1956 Leiter des Informationsamtes der Regierung wurde.
Auf dem Parteikongress der nunmehr aus der MDP hervorgegangenen Ungarischen Sozialistischen Arbeiterpartei MSZMP (Magyar Szocialista Munkáspárt) wurde er am 29. Juni 1957 zum Mitglied des ZK gewählt und gehörte diesem bis zu seinem Tod an. Daneben fungierte er zwischen dem 21. Juli 1957 und dem 5. Dezember 1959 als Leiter der ZK-Abteilung für Agitation und Propaganda.
Bei den Wahlen vom 16. November 1958 wurde Szirmai auch wieder zum Mitglied des Parlaments gewählt und vertrat in diesem zunächst das Komitat Csongrád sowie anschließend vom 19. März 1967 bis zu seinem Tod den 38. Wahlkreis von Budapest.
Auf dem VII. Parteikongress der MSZMP am 5. Dezember 1959 wurde er zum Kandidaten des Politbüros gewählt und zum ZK-Sekretär für Ideologie ernannt. Als solcher war er für die ideologische Ausrichtung der Partei, aber auch die Kultur in Ungarn zuständig, und damit einer der engsten Mitarbeiter des Ersten Sekretärs der MSZMP János Kádár in der ersten Hälfte der 1960er Jahre.
Seine Machtposition verstärkte sich weiterhin als er auf dem VIII. Parteikongress am 24. November 1962 zum Mitglied des Politbüro des ZK der MSZMP gewählt wurde und diesem obersten Führungsgremium der Ungarischen Sozialistischen Arbeiterpartei bis zu seinem Tod angehörte. 1966 wurde ihm die Leitung des ZK-Ausschusses für Agitation und Propaganda übertragen, während er von seiner Aufgabe als ZK-Sekretär für Ideologie entbunden und durch György Aczél abgelöst wurde.
Nachdem sich sein Gesundheitszustand weiterhin verschlechterte, zog er sich ab März 1969 weitgehend aus dem politischen Leben zurück.